# レオン・ジリス
レオン・ジリス（Léon Gillis, 1913年2月11日 - 1977年3月24日もしくは28日） は、第二次世界大戦中のドイツ国防軍、次いで武装親衛隊に勤務したワロン人義勇兵で、レオン・ドグレルに続くワロン人義勇兵第2の騎士鉄十字章受章者。また、1941年から1945年にかけてワロン人部隊が従軍した戦線すべてに参戦した3名のワロン人義勇兵のうちの一人としても知られる。最終階級はSS中尉（SS-Obersturmführer）。

## ドイツ国防軍入隊までの経歴
1913年2月11日、ジリスはベルギー王国ワロン地域圏エノー州グダンヌ（Gourdinne）に生まれた。高校卒業後は金属加工業工員や広告代理業者として働き、1935年、レオン・ドグレル主宰のカトリック系反共ファシズム政治団体であるレックス党（Rex）に加入した。

## ドイツ国防軍時代
1941年8月、ドイツ軍の指揮下でソビエト連邦と戦うワロン人義勇兵部隊「ワロニー」（Légion Wallonie、後にドイツ国防軍の指揮下に置かれ第373ワロン歩兵大隊と改称）が創設されると、当時28歳のジリスもこれに志願し、一兵卒として第1中隊（同じく一兵卒として参加したレオン・ドグレルと同隊）に配属された。
これまでの人生で軍隊経験がなかったにもかかわらず、ジリスは厳しい訓練に耐え、また、東部戦線に出征してからはその秘めたる勇敢さを存分に発揮した。まず、1942年2月28日のグロモヴァヤ-バルカの戦いではその活躍によって二級鉄十字章を授与され、同時に、指揮官としての素質を有していると認められた。続くドネツの戦いでは1個分隊を指揮し、敵に対するその勇敢さによって軍曹（Unteroffizier）へと昇進した。さらに、小隊長として参戦した同年8月のコーカサス戦線・チェリャコフ（Tcherjakow）の戦いでは一級鉄十字章を授与された。もっとも、この戦いではその勇敢さが仇となったのか、両脚に重傷を負って約1年間の入院を余儀なくされた。

## SS突撃旅団「ヴァロニェン」時代
1943年9月、負傷から回復したジリスはSS曹長（SS-Oberscharführer）としてSS突撃旅団「ヴァロニェン」第5（対戦車砲）中隊の対戦車砲小隊の指揮を任された。
同年11月、旅団とともにジリスは東部戦線のウクライナへ出陣し、翌1944年2月のチェルカースィ包囲戦では第5中隊第2小隊を指揮してソビエト赤軍の包囲網を突破した。その功績が認められ、ジリスは1944年3月1日付でSS連隊付士官候補生（SS-Standartenoberjunker）へ昇進し、4月20日付でSS少尉（SS-Untersturmführer）へと昇進した。

## エストニア戦線
1944年2月からエストニアにおいて始まったナルヴァの戦いは、1944年7月末の時点におけるナルヴァ市の放棄という形でドイツ軍の敗北に終わった。これによって現地のドイツ北方軍集団はナルヴァ市西方のタンネンベルク線に後退し、迫り来るソビエト赤軍を迎え撃つ体勢に入った。こうして風雲急を告げるエストニア戦線には次々と増援部隊が送り込まれ、チェルカッスィー戦後にその損害を回復していた第5SS義勇突撃旅団「ヴァロニェン」にも、1個大隊をエストニアへ派遣するよう命令が下った。
1944年7月末、第5SS義勇突撃旅団「ヴァロニェン」は新兵と歴戦の将校・下士官で構成された総員452名の1個戦闘団「リュエル」戦闘団（Kampfgruppe Ruelle）、またの名を「ヴァロニェン」戦闘団（Kampfgruppe Wallonien）を編成し、エストニア戦線へ派遣した。この時、ジリスが指揮を執る対戦車砲小隊（75mm対戦車砲3門、下士官9名、総員27名）は同戦闘団第4中隊に配属されていた。
1944年8月19日、ジリスは同日に行われたPatska村攻撃で戦死した「ヴァロニェン」戦闘団第2中隊長マーク・ウィレムSS少尉（SS-Ustuf. Marc Willem）に代わって第2中隊長となり、22日までタルトゥ南部のKambja周辺における激戦に参加した。
1944年8月23日午前0時30分、タルトゥ南西部においてジリスは対戦車砲3門、迫撃砲、兵員を布陣させた。しかし、夜明けと同時にジリスは自分たちの周囲にいたはずのエストニア自警部隊がいつのまにか撤収していること、同時にソビエト赤軍部隊がタルトゥ南10キロメートル地点のLemmnasti目指して進軍中であることに気付いた。対戦車砲小隊将兵の個々の戦闘によってジリスたちは敵の包囲を突破したが、その途中で対戦車砲1門を撃破されてしまった。
1944年8月23日、タルトゥ南部の三角地帯（Elva-Kambja-Nôo）がソビエト赤軍の手に落ちかけている頃、ジリスはタルトゥ南西に位置するNôoのリガ-タルトゥ街道を保持せよとの緊急命令を受けた。既にソビエト赤軍の先鋒部隊はタルトゥ北西部にまで進出し、北と南からタルトゥ市を挟撃するためVooraにおいてレンバッハ（Lembach）川を渡っていた。ジリス率いる対戦車砲小隊は戦いながらVooraまで辿り着いたが、そこで彼らは攻撃準備中のソビエト赤軍戦車（スターリン重戦車を含む）10両と直面した。
同日午後2時、攻撃を開始したソビエト赤軍戦車部隊に対し、ジリスは残っていた対戦車砲2門を指揮して敵戦車3両を撃破したものの、敵戦車の応射によって対戦車砲ごと吹き飛ばされ、一時的に失明した。しかし、すべての対戦車砲と己の視力を失ってもなおジリスは小隊の生存者を指揮し、ついに敵戦車の進出を許さなかった。この功績によってジリスは1944年9月6日にレオン・ドグレルから騎士鉄十字章受章の推薦を受けた。そしてジリスは1944年9月30日に騎士鉄十字章を授与され、同年11月9日付でSS中尉（SS-Obersturmführer）に昇進した。

## 第28SS義勇擲弾兵師団「ヴァロニェン」時代

### 師団編成期
1944年9月18日、第5SS義勇突撃旅団「ヴァロニェン」は命令によってSS義勇擲弾兵師団「ヴァロニェン」に昇格し、同年10月19日に第28SS義勇擲弾兵師団「ヴァロニェン」と改称した。
1944年11月30日、聖アンドレ（ワロニー部隊（Légion Wallonie）の守護聖人）の記念日であるこの日、騎士鉄十字章受章者ジリスSS中尉は、グローナウ（Gronau）の兵舎に集まったレックス党亡命者および整列したワロン人義勇兵達の前を行進した。
第28SS義勇擲弾兵師団「ヴァロニェン」においてジリスは同師団第69SS擲弾兵連隊第6中隊、次いで対戦車猟兵大隊第1中隊の指揮を任された。
1945年2月初旬、同師団は東部戦線のポメラニア戦線へ鉄道輸送され、シュテッティンで下車した。

### ポメラニア戦線～最後の戦い
1945年3月6日、シュテッティン東部のシュタルガルトがソビエト赤軍の手に落ちた時、近郊のリュボフ（Lübow）にいた「ヴァロニェン」師団第69SS擲弾兵連隊第II大隊（レオン・ラカイSS大尉）はソビエト赤軍の奇襲を受けて壊滅した。しかし、第II大隊とともにいたジリス率いるグループおよび対戦車猟兵大隊第2中隊長アンリ・ティッセンSS中尉（SS-Ostuf.Henri Thyssen）率いるグループだけは辛くも壊滅を免れた。
1945年3月12日、「ヴァロニェン」師団の中でこれ以上先の見えない絶望的な戦闘の継続を望まない生存者を解放する決定がなされ、彼らは戦線の後方へ退いた。その一方で、戦闘継続を希望した者たちは第69SS擲弾兵連隊第I大隊長アンリ・デリクスSS大尉（SS-Hstuf. Henri Derriks）を指揮官に据えた1個戦闘団「デリクス」（Kampfgruppe Derriks）を編成し、シュテッティン・アルトダム橋頭堡（Altdamm）へと向かった。騎士鉄十字章受章者ジリスSS中尉もそのうちの一人であり、ジリスは「デリクス」戦闘団第3中隊の指揮を執り、3月16日から19日にかけて繰り広げられたアルトダム橋頭堡防衛戦に参加した。
それから約1ヶ月後の1945年4月20日、シュテッティン南方・オーデル川西岸の小さな町シラースドルフ（Schillersdorf）への反撃作戦において、第69SS擲弾兵連隊第3中隊長ジリスSS中尉は進撃するソビエト赤軍を巧みに待ち伏せし、同連隊の第1・第2中隊がシラースドルフへ到達できるようにする役目を務めた。
1945年5月3日、ジリスは「ヴァロニェン」師団の生存者約400名とともにシュヴェリーンでアメリカ軍へ投降した。

## 戦後
アメリカ軍に投降したジリスは、1945年6月、他のワロン人義勇兵たちと同様にノイエンガンメ強制収容所の跡地に送られ、そこからベルギー本国へ送還された。そして、対独協力者を裁く裁判においてジリスは懲役20年の刑を言い渡された。
1977年3月24日もしくは28日、ジリスはベルギー王国ブリュッセルで亡くなり、騎士鉄十字章を受章した3名の武装親衛隊ワロン人義勇兵のうち最初に死去した人物となった。64歳没。

## 勲章
- 二級鉄十字章（1942.03.13）
- 一級鉄十字章（1942.08.26）
- 騎士鉄十字章（1944.09.30）
- 戦傷章銀
- 白兵戦章銀[12]
- 歩兵突撃章銀
- 東部戦線従軍記章

## 写真
レオン・ジリスSS中尉を撮影した第二次世界大戦中の写真はこれまでに数点確認されている。

1941年末から1942年初頭にかけての冬、ロシア南部の雪原で戦友20名とともに撮影された写真

- "La Légion Wallonie" p69

1944年2月、チェルカースィ包囲陣脱出直後に撮影された写真

- "La Légion Wallonie" p256

1944年9月30日、騎士鉄十字章受章時に撮影されたと思われる写真。SS少尉の襟章と肩章を着用し、騎士鉄十字章を佩用し、カーテンの傍に後ろ手の姿勢で立っている。

- "La Légion Wallonie" p308
- "The Waffen-SS(4) 24. to 38. Divisions, & Volunteer Legions" p13（切り抜きであり、背景は写っていない）
- https://web.archive.org/web/20140220151327/http://home.arcor.de/sturmbrigade/RK/RK.htm （さらに正面から撮影した一枚）

将校用の制帽を被り、武装親衛隊の迷彩スモックに身を包み、騎士鉄十字章を佩用している写真

- "Die Ritterkreuzträger der Waffen-SS" p718
- "The "Wallonien: The History of the 5th SS Brigade and the 28th SS Volunteer Panzergrenadier Division" p107
- "La Légion Wallonie" p289
- "For Rex and for Belgium: Léon Degrelle and Walloon Political & Military Collaboration 1940-1945" p202

白いシープスキンのジャケットを着用し、StG-44を携行している写真

- ダグラス・E. ナッシュ (著), Douglas E. Nash (原著), 斎木 伸生 (翻訳) 『チェルカッシィ包囲突破戦〈上〉―東部戦線、極寒の悪夢』p294[13]

白いシープスキンのジャケットを着用し、地面に伏せてStG-44を構えるジリスSS少尉を左側から撮影した写真（史料によって日付が異なる）

- "For Rex and for Belgium: Léon Degrelle and Walloon Political & Military Collaboration 1940-1945" p261（1944年秋、師団の訓練期間中の撮影）[14]
- "Der Freiwillige"(Februar 2001) 表紙裏面（1945年3月、ポメラニア戦線での撮影）

白いシープスキンのジャケットを着用し、StG-44を右肩に背負い、戦友4名とともに撮影された写真

- "La Légion Wallonie" p295

## 註
1. ↑  他の2名はレオン・ドグレルとマルセル・ボニヴェル（Marcel Bonniver）。
2. ↑  Theo Verlaine "La Légion Wallonie" p308
3. ↑  Eddy de Bruyne & Marc Rikmenspoel "For Rex and for Belgium: Léon Degrelle and Walloon Political & Military Collaboration 1940-1945" p275
4. ↑  Ernst-Günther Krätschmer "Die Ritterkreuzträger der Waffen-SS" p718
5. ↑  Eddy de Bruyne & Marc Rikmenspoel, 前掲書 p132
6. ↑  現ノルトライン＝ヴェストファーレン州ボルケン郡にあるグローナウか、現ニーダーザクセン州ヒルデスハイム郡にあるグローナウかは不明。
7. ↑  Eddy de Bruyne & Marc Rikmenspoel, 前掲書 p138
8. ↑  同上 p244に掲載されている、1945年1月10日付のSS義勇擲弾兵師団「ヴァロニェン」の指揮官表を参照。
9. ↑  Theo Verlaine 前掲書 p308およびErnst-Günther Krätschmer 前掲書 p718
10. ↑  Eddy de Bruyne & Marc Rikmenspoel 前掲書 p203
11. ↑  レオン・ドグレルは1994年4月1日に、ジャック・ルロアは1996年8月5日に死去した。
12. ↑  同上同ページによれば、ジリスはあと1日多くの白兵戦に参加していれば白兵戦章金章を授与されていたという。
13. ↑  同書のキャプションによれば「レオン・ギレＳＳ少尉」「1944年2月初め、ベロセリエ西方の塹壕で、MP-44（ママ）を携行しているところを撮影したもの」とあるが、ジリスがSS少尉に昇進したのはチェルカースィ包囲陣脱出後の1944年4月である。さらに、StG-44は1944年2月当時のSS突撃旅団「ヴァロニェン」には支給されていなかった。
14. ↑  同頁のキャプションによれば、他の史料では1945年のポメラニア戦線における撮影とされているが、1944年11月9日にSS中尉に昇進したジリスが以前の階級であるSS少尉の階級章を1ヶ月以上も着用しているのは不自然として、同書の著者はこの写真が1944年秋に撮影されたものと推測している。

## 文献
- Bruyne, Eddy de & Rikmenspoel, Marc J. "For Rex and for Belgium: Léon Degrelle and Walloon Political & Military Collaboration 1940-1945". England: Helion & Company, 2004. ISBN 1-874622-32-9.
- Degrelle, Léon. "Campaign in Russia The Waffen SS on the Eastern Front".  U.K.: Crecy Books, 1985. ISBN 0-947554-04-1.
- Krätschmer, Ernst-Günther. "Die Ritterkreuzträger der Waffen-SS". Coburg, Deutschland: NATION EUROPA VERLAG, 2003 ISBN 3-920677-43-9.
- Rikmenspoel, Marc J.. "Waffen-SS Encyclopedia".  Bedford, Pennsylvania, U.S.A.: THE ABERJONA PRESS. ISBN 0-9717650-8-1.
- Tieke, Wilhelm. "Tragedy of the Faithful: A History of the lll.（germanisches）SS-Panzer-Korps".  Manitoba, Canada: J.J. Fedorowicz Publishing, 2001. ISBN 0-921991-61-4.
- Verlaine, Théo. "La Légion Wallonie". Dorpsstraat 144, Belgium: De Krijger, 2006. ISBN 90-5868-149-1.
- Landwehr, Richard / Roba, Jean-Louis / Merriam, Ray. "The "Wallonien: The History of the 5th SS Brigade and the 28th SS Volunteer Panzergrenadier Division"(Paperback).  Bennington, Vermont, U.S.A.: Merriam Press, 2007. ISBN 1-57638-088-2
- ダグラス・E. ナッシュ（著）, Douglas E. Nash（原著）, 斎木 伸生（翻訳） 『チェルカッシィ包囲突破戦〈上〉―東部戦線、極寒の悪夢』（大日本絵画、2007年）ISBN 4499229480 / ISBN 978-4499229487